# Marino da Silva
Marino da Silva (ur. 21 października 1937 w São Leopoldo) − piłkarz brazylijski, występujący na pozycji napastnika.

## Kariera klubowa
W czasie kariery piłkarskiej w latach 1960–1965 Marino występował w klubie Grêmio Porto Alegre. Z Grêmio pięciokrotnie zdobył mistrzostwo stanu Rio Grande do Sul – Campeonato Gaúcho w 1960, 1962, 1963, 1964 i 1965 roku. Wcześniej występował w Aimoré São Leopoldo.

## Kariera reprezentacyjna
W reprezentacji Brazylii Marino zadebiutował 6 marca 1960 w zremisowanym 2-2 meczu z reprezentacją Meksyku podczas Mistrzostw Panamerykańskich, na których Brazylia zajęła drugie miejsce. Na turnieju w Kostaryce wystąpił w sześciu meczach z Meksykiem, Kostaryką, Argentyną, Meksykiem, Kostaryką i Argentyną, który był jego ostatnim meczem w reprezentacji.